# Mario Bravo (Schriftsteller)
Mario Bravo (* 27. Juni 1882 in La Cocha, Tucumán; † 17. März 1944 in Buenos Aires) war ein argentinischer Schriftsteller.
Bravo studierte Rechtswissenschaften an der Universidad de Buenos Aires und konnte dieses erfolgreich mit seiner Dissertation über Arbeitsrecht abschließen. Damit zeigte er sich auch als vehementer Befürworter eines allgemeinen Streikrechts für Arbeiter.
Durch die Freundschaft mit dem Schriftsteller Ricardo Jaimes Freyre überzeugt, wurde Bravo Mitglied der Sozialistischen Partei Argentiniens. Politisch engagiert, wurde Bravo 1913 zum Abgeordneten gewählt und diese Karriere erreichte ihren Höhepunkt im Amt des Präsidenten der Abgeordnetenkammer.
Bravos politischen Kommentare waren regelmäßig in verschiedenen Zeitungen und Zeitschriften zu lesen. Berühmt wurde er für seine Kolumne „Mirador“ in der Zeitung La Vanguardia; 1939 übernahm er dann auch die Leitung dieser Zeitung.

## Rezeption
„En el sucro“ gilt als bedeutendster Roman Mario Bravos. Er schrieb an ihm beinahe 25 Jahre und thematisierte darin Leben und Leiden eines einfachen Arbeiters in den Zuckermühlen. Auch als Journalist und Politiker setzte sich Bravo immer für die Verbesserung der Situation der einfachen Arbeiter ein; selbst seine politischen Gegner zollten ihm dabei Respekt.

## Werke (Auswahl)
Lyrik
- Cantos del Sendero. 1908.
- Canciones y poemas. 1918.
- Canciones de la soledad. 1920.

Romane, Erzählungen
- Cuentos para los pobres. 1925.
- En el surco. 1929.

Sachbücher
- Movimiento socialista y obrero. 1910.
- Derechos civiles de la mujer. 1927.
- Capítulos de la legislación obrera. 1925.